# Lejonströmsskolan
För andra betydelser, se Lejonström.

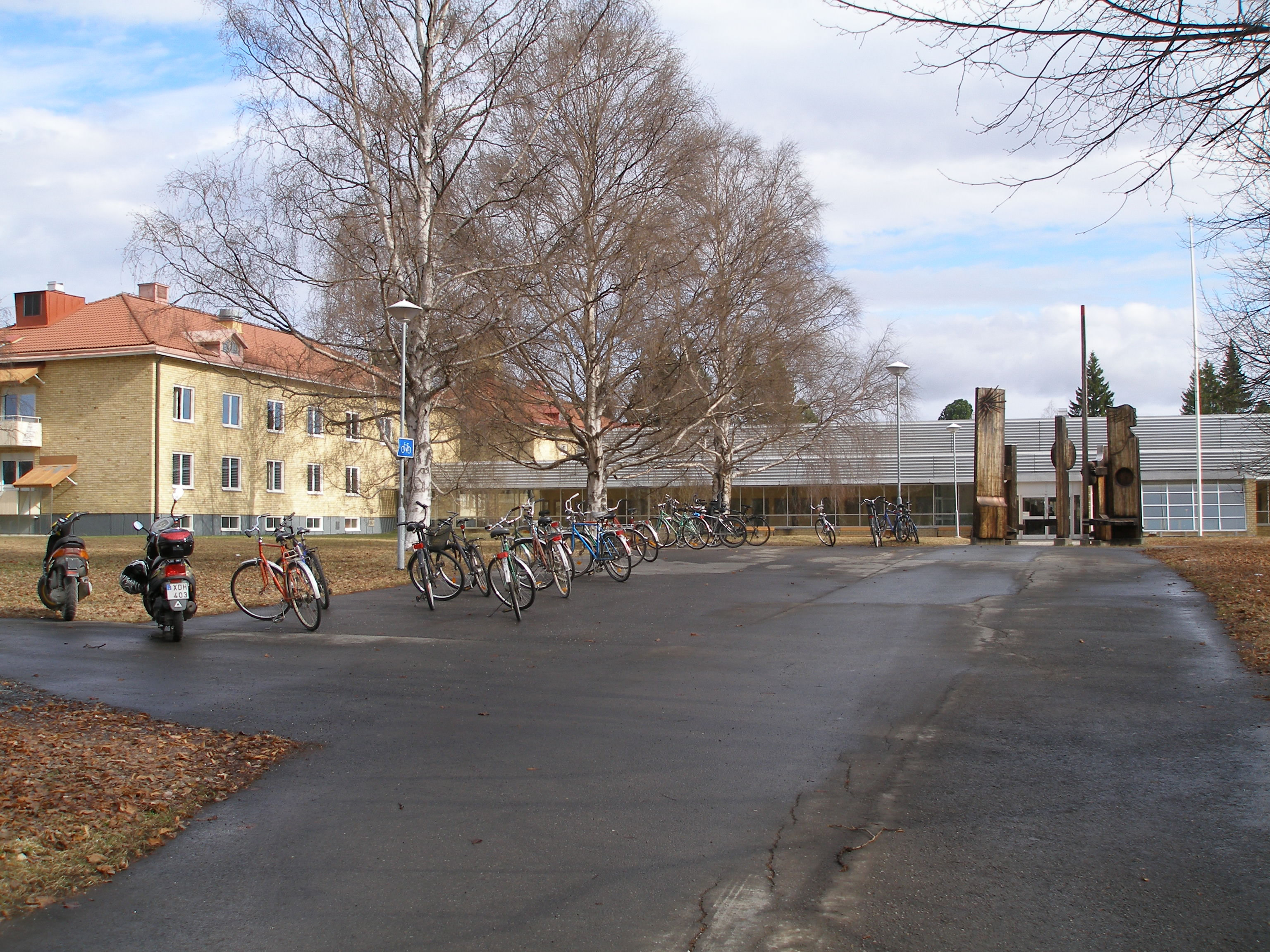
Lejonströmsskolan i Skellefteå

Lejonströmsskolan är en grundskola i Skellefteå med årskurserna F-9. Skolan hette tidigare Kaplanskolan och var en gymnasieskola fram till och med läsåret 2015/2016. Skolan omfattar grundskola, grundsärskola, central hörselskola samt fritidsverksamhet, fritidsklubb och eftermiddagsverksamhet. Ombyggnationen av skolan färdigställdes under läsåret 2017/2018 och skolan hade full verksamhet från vårterminen 2018.

## Historik
Gymnasieskolan Kaplanskolan hade cirka 750 elever fördelade på samhällsvetenskapsprogrammet, Humanistiska programmet, byggprogrammet, elprogrammet, energiprogrammet, teknikprogrammet och industriprogrammet.